# Mathieu Faivre
Mathieu Faivre (Nizza, 18 gennaio 1992) è uno sciatore alpino francese, campione del mondo nella gara a squadre a Sankt Moritz 2017 e nello slalom gigante e nello slalom parallelo a Cortina d'Ampezzo 2021.

## Biografia
È figlio di un maestro di sci ed è cresciuto a Isola 2000, località sulle cui piste ha imparato a sciare. Si è iscritto alla sezione di studio dello sci di Saint-Étienne-de-Tinée presso il club des sports de la Plagne. Ha proseguito i suoi studi presso il liceo dei mestieri di montagna a Saint-Michel-de-Maurienne, dove è divenuto sciatore di alto livello, ed ha ottenuto il brevet d'études professionnelles (BEP), il diploma di formazione professionale.

### Stagioni 2008-2014
Ha esordito in gare riconosciute dalla FIS il 27 novembre 2007 giungendo 41º in uno slalom gigante a Val Thorens valido come gara FIS. L'anno dopo ha disputato la sua prima gara in Coppa Europa, il 4 dicembre a Reiteralm in supergigante (57º). Ha partecipato al IX Festival olimpico invernale della gioventù europea, disputato in Alta Slesia in Polonia, vincendo lo slalom gigante sulla pista di Szczyrk, precedendo sul podio Stefan Luitz e Carl-Johan Öster.
Nel 2010 ha conquistato la medaglia d'oro nello slalom gigante ai Mondiali juniores del Monte Bianco, ha colto il primo podio in Coppa Europa, nella supercombinata di Sarentino del 4 marzo, e ha debuttato in Coppa del Mondo, il 12 marzo a Garmisch-Partenkirchen in slalom gigante (15º).
Nel 2011 si è aggiudicato la medaglia di bronzo nello slalom gigante ai Mondiali juniores di Crans-Montana, mentre nel 2012 ha ottenuto il primo successo in Coppa Europa, il 17 febbraio a Oberjoch nella medesima specialità. Nel 2013 ha partecipato ai suoi primi Campionati mondiali, la rassegna iridata di Schladming dove si è piazzato 21º nello slalom gigante, e l'anno dopo ha debuttato ai Giochi olimpici invernali: a Soči 2014 si è classificato 24° nello slalom gigante.

### Stagioni 2015-2025
Ai Mondiali di Vail/Beaver Creek 2015 non ha completato lo slalom gigante; nella stessa specialità il 13 febbraio 2016 ha colto il primo podio in Coppa del Mondo, classificandosi 2º a Naeba, e il 4 dicembre dello stesso anno la prima vittoria nel circuito, a Val-d'Isère. Ai Mondiali di Sankt Moritz 2017 ha vinto la medaglia d'oro nella gara a squadre e si è classificato 9º nello slalom gigante.
Ai XXIII Giochi olimpici invernali di Pyeongchang 2018 si è classificato 7º nello slalom gigante, dopo il quale ha rilasciato un'intervista che ne ha comportato l'allontanamento per ragioni disciplinari impedendogli di partecipare alla gara a squadre; l'anno successivo ai Mondiali di Åre è stato 17º nello slalom gigante, mentre a quelli di Cortina d'Ampezzo 2021 ha vinto la medaglia d'oro nello slalom gigante e nello slalom parallelo. Ai XXIV Giochi olimpici invernali di Pechino 2022 ha vinto la medaglia di bronzo nello slalom gigante e si è classificato 5º nella gara a squadre e ai Mondiali di Courchevel/Méribel 2023 si è piazzato 19º nello slalom gigante e non si è qualificato per la finale nel parallelo.

## Palmarès

### Olimpiadi
- 1 medaglia:
  - 1 bronzo (slalom gigante a Pechino 2022)

### Mondiali
- 3 medaglie:
  - 3 ori (gara a squadre a Sankt Moritz 2017; slalom gigante, slalom parallelo a Cortina d'Ampezzo 2021)

### Mondiali juniores
- 2 medaglie:
  - 1 oro (slalom gigante a Monte Bianco 2010)
  - 1 bronzo (slalom gigante a Crans-Montana 2011)

### Coppa del Mondo
- Miglior piazzamento in classifica generale: 14º nel 2017
- 10 podi:
  - 2 vittorie
  - 4 secondi posti
  - 4 terzi posti

#### Coppa del Mondo - vittorie
| Data             | Località    | Paese    | Specialità |
| ---------------- | ----------- | -------- | ---------- |
| 4 dicembre 2016  | Val-d'Isère | Francia  | GS         |
| 28 febbraio 2021 | Bansko      | Bulgaria | GS         |

Legenda:

GS = slalom gigante

### Coppa Europa
- Miglior piazzamento in classifica generale: 14º nel 2012
- 6 podi:
  - 2 vittorie
  - 3 secondi posti
  - 2 terzi posti

#### Coppa Europa - vittorie
| Data             | Località    | Paese    | Specialità |
| ---------------- | ----------- | -------- | ---------- |
| 17 febbraio 2012 | Oberjoch    | Germania | GS         |
| 12 febbraio 2020 | Sella Nevea | Italia   | SG         |

Legenda:

SG = supergigante

GS = slalom gigante

### Festival olimpico invernale della gioventù europea
- Oro in Alta Slesia 2009 in slalom gigante

### Campionati francesi
- 7 medaglie[3]:
  - 3 ori (slalom speciale nel 2010; supercombinata nel 2011; slalom gigante nel 2014)
  - 1 argenti (slalom gigante nel 2015)
  - 3 bronzi (supercombinata nel 2010; combinata nel 2016; slalom gigante nel 2022)

### Campionati francesi juniores
- Campione francese juniores di slalom speciale gigante nel 2010
- Campione francese juniores di slalom speciale nel 2010[senza fonte]